# 啓発
| ウィキペディアには「啓発」という見出しの百科事典記事はありません（タイトルに「啓発」を含むページの一覧/「啓発」で始まるページの一覧）。 代わりにウィクショナリーのページ「啓発」が役に立つかもしれません。 |